# Podolepis jaceoides
Podolepis jaceoides là một loài thực vật có hoa trong họ Cúc. Loài này được (Sims) Voss miêu tả khoa học đầu tiên.